# 下秀祐
下秀祐，是臺灣臺南市白河區的一個傳統地域名稱，位於該區西部凸出部分的南部。相較於今日行政區，其範圍大致包括秀祐里南部、永安里西南部，以及後壁區的長安里東北端。
本地區境內主要聚落為下秀祐。

## 歷史
台灣日治初期，下秀祐地區為一街庄，稱為「下秀祐庄」（舊制街庄），隸屬於下茄苳南堡。該庄昔日西北與本協庄為鄰，北邊西至中段與頂秀祐庄為鄰，北邊東段及東邊與店仔口街為鄰，南邊隔急水溪與番社街、許秀才庄為界，西邊為烏樹林庄。
1901年（日治明治三十四年）11月11日，全台廢縣廳改設二十廳，該庄隸屬於鹽水港廳。1904年（明治三十七年）4月1日，該庄編入「店仔口區」，隸屬於鹽水港廳。1906年（明治三十九年）4月1日，鹽水港廳內管轄區域調整，該庄仍隸屬於「店仔口區」。1909年（明治四十二年）10月25日，全台合併二十廳為十二廳，店仔口區改隸屬於嘉義廳。1920年（大正九年）10月1日，全台地方制度大改正，廢十二廳改設五州二廳，該庄改制為「下秀祐」大字，隸屬於臺南州新營郡白河庄（新制街庄）。1943年10月，白河庄升格為白河街。
戰後白河街改制為白河鎮，隸屬於臺南縣，大字亦改制為里。1950年（民國39年）10月25日，雲、嘉、南分治，白河鎮仍隸屬於臺南縣。2010年（民國99年）12月25日，臺南縣、市合併為直轄臺南市，白河鎮改制為白河區。

## 聚落
本地區發展較早的聚落為下秀祐，在日治期初期的官方地圖上已有記載。

## 交通
市道165號是後庄至官田的道路，經過本地區東部北側凸出部分的東部邊界地帶，該路段與市道172號共線。由該道路北行繞過白河市區西北側可前往嘉義縣水上鄉東部、中埔鄉西部下六地區的後庄，並止於省道台18線路口；南行繞過白河市區西南側可前往東山區、六甲區、官田區，並止於省道台1線路口。
市（縣）道172號是布袋至澐水的道路，經過本地區主聚落，其中部分路段與市道165號共線。由該道路西行可前往後壁區南部、新營區、鹽水區、嘉義縣義竹鄉、布袋鎮，並止於布袋市區；東行繞過白河市區南側可前往嘉義縣中埔鄉，並止於省道台3線路口。